# Ģederts Eliass
Ģederts Eliass, né le 23 septembre 1887 dans le novads de Jelgavas et mort le 29 janvier 1975 à Riga, est un peintre letton. 

## Biographie
De 1925 à 1953, Ģederts Eliass est professeur à l'Académie des beaux-arts de Lettonie. L'artiste est décoré de l'ordre de Léopold II en 1927 et de l'ordre des Trois Étoiles en 1936. Le musée d'art et d'histoire de Jelgava porte son nom. Sa peinture Au puits (Pie akas, 1935) exposée au Musée national des arts de Lettonie fait partie du Canon culturel letton

## Distinctions
- Chevalier de l'ordre de Léopold II